# Шафран банатський
Шафра́н ба́натський (Crocus banaticus) — багаторічна рослина родини півникових. Вид занесений до Червоної книги України і Сербії. Декоративна культура.

## Опис
Трав'яниста рослина заввишки 19–25 см, гістерантний геофіт. Бульбоцибулина 13–15 мм завширшки, округла, трохи сплюснута зверху та знизу, вкрита коричневою тунікою, утвореною сухими низовими листками. Стебло дуже вкорочене, над поверхнею землі практично не помітне. Листки завширшки 6–8 мм, до 30–35 см завдовжки, в кількості 2–3 шт., лінійні. Квітки поодинокі, блідо-фіалкові (зрідка трапляються білі). Оцвітина завдовжки 16–22 см, листочки її зовнішнього кола суттєво більші за внутрішні та мають більш насичений відтінок. Тичинки жовті, маточка бузкова з розщепленою приймочкою. Плід — тригнізда коробочка. Насіння коричневе, діаметром 2 мм.
Цвітіння триває з другої половини вересня до кінця жовтня. Плодоносить у червні наступного після цвітіння року. Розмножується переважно насінням, рідше — бульбоцибулинами.

## Поширення
Шафран банатський розповсюджений в Східних і Південних Карпатах, що лежать в межах Румунії та України. За межами основного ареалу був відомий лише один осередок в північній Сербії, але він був винищений внаслідок господарської діяльності. Натуралізовані рослини знайдені на півночі Німеччині. Висотний діапазон становить 130—700 метрів над рівнем моря.

## Екологічна приуроченість
Типові місця зростання шафрану банатського це низовинні та передгірні напівзатінені грабово-дубові, буково-грабові ліси, зарості білої акації чагарникового типу, луки.
Рослина помірно вологолюбна, віддає перевагу добре дренованим, буроземно-підзолистим ґрунтам, сонячним місцям або напівзатінку. Запилюється метеликами. Розповсюдження насіння відбувається шляхом автохорії та мірмекохорії.

## Значення і статус виду
Як вид з вузьким ареалом шафран банатський потерпає від збору квітів, пожеж, випасання худоби, пересадження до приватних садів, надмірного рекреаційного навантаження. Охороняється в Карпатському біосферному заповіднику (масиви «Долина нарцисів» та «Юліївська гора»), заказнику місцевого значення «Шияня» та в заповідному урочищі «Мочар». Включення виду до складу лісових культурфітоценозів в перспективі може сприяти відновленню популяцій.
Як декоративну рослину шафран банатський використовують з 1594 року, хоча він менш відомий, ніж культурні сорти інших видів. Його висаджують під кронами дерев, у кам'янистих садках, на клумбах та газонах; зрізані квіти використовують для невеличких букетів. В межах цього виду виведено декілька сортів з фіолетовим, білим та блідо-бузковим забарвленням квіток.

## Систематика
Шафран банатський стоїть дещо осторонь від інших видів цього ж роду. Нерівні за розміром пелюстки зовнішнього і внутрішнього кола наближають його до півників, що знайшло відображення в синонімічних латинських назвах «iridiflorus», «iridiflora» (в перекладі «півникоцвітий»). Деякий час цю рослину навіть виділяли в окремий рід Crociris («Шафранопівники»), проте ця класифікація визнана недійсною.

## Синоніми
- Crociris iridiflora (Heuff.) Schur
- Crocus banaticus Heuff.
- Crocus banaticus var. concolor Schur
- Crocus banaticus var. niveus Schur
- Crocus banaticus var. pictus Schur
- Crocus banaticus var. scepusiensis Rehmer & Wol.
- Crocus banaticus var. versicolor Schur
- Crocus herbertianus Körn.
- Crocus iridiflorus Heuff.
- Crocus nudiflorus Schult.